# حمام پیر غیب
حمام پیر غیب مربوط به دوران‌های تاریخی پس از اسلام - دوره قاجار است و در لار، محله پیر غیب، خیابان غفوری، کنار مسجد پیرغیب واقع شده و این اثر در تاریخ ۱۹ مرداد ۱۳۸۴ با شمارهٔ ثبت ۱۲۷۳۳ به‌عنوان یکی از آثار ملی ایران به ثبت رسیده است.